# Matija Zaviršek
Matija Zaviršek (Lubiana, 21 marzo 1984) è un ex sciatore alpino sloveno.

## Biografia
Attivo in gare FIS dal dicembre del 1999, Zaviršek esordì in Coppa Europa il 21 febbraio 2004 a Hermagor-Pressegger See in slalom gigante (47º) e in Coppa del Mondo il 28 febbraio successivo a Kranjska Gora nella medesima specialità, senza completare la gara. Ottenne il miglior piazzamento in Coppa Europa il 17 febbraio 2008 a Garmisch-Partenkirchen in slalom speciale (13º) e prese per l'ultima volta il via in Coppa del Mondo il 9 marzo dello stesso anno a Kranjska Gora nella medesima specialità, senza completare la gara (non portò a termine nessuna delle otto gare nel massimo circuito internazionale cui prese parte). Si ritirò al termine della stagione 2011-2012 e la sua ultima gara fu uno slalom gigante FIS disputato il 19 marzo a Mzaar, chiuso da Zaviršek al 3º posto; in carriera non prese parte a rassegne olimpiche o iridate.

## Palmarès

### Coppa Europa
- Miglior piazzamento in classifica generale: 148º nel 2008

### Campionati sloveni
- 1 medaglia:
  - 1 argento (slalom speciale nel 2008)